# Antonio Villalba Rubio
Antonio Villalba Rubio (Toledo 1885 – Toledo, 1959) fue un militar español, hijo de José Villalba Riquelme, (ministro de la guerra), insigne militar, escritor y fundador de la Legión Española. Sus hermanos: José Villalba Rubio, Carlos José Villalba, Álvaro Villalba Rubio, Fernando Villalba Rubio y Ricardo Villalba Rubio, fueron todos oficiales del ejército que combatieron en el Bando Nacional, excepto José Villalba Rubio que luchó en la guerra civil española a favor de la República.

## Biografía
Era hijo del general José Villalba Riquelme, ministro de la guerra en los años 1919-20, y de Luz Rubio Rivas.
Se casó con Elisa Sánchez de Ocaña y de Elio, cuyos padres fueron el Capitán General Manuel Sánchez de Ocaña y Suárez del Villar y Doña Josefina de Elio y Ozcariz, hija del capitán general Fausto de Elio y Jiménez-Nabarro.
Tuvo cinco hijos, todos militares. En la Infantería: Antonio Villalba Sánchez de Ocaña, Javier Villalba Sánchez de Ocaña y Joaquín Villalba Sánchez de Ocaña. En la Aviación: José Manuel Villalba y Sánchez de Ocaña y Fernando Villalba Sánchez de Ocaña, y cinco hijas, dos de ellas casadas con militares pertenecientes a la Infantería: Pilar con Gabriel Castro Enríquez y Elisa con Luis Casteleiro González. Socorro se casó con Cristóbal Colón y Paniagua, mientras que las dos hijas restantes, María Luz e Isabel, se quedaron solteras.

## Inicios
Ingresó en la Academia de Infantería como alumno el 9 de septiembre del año 1899 y salió con el grado de segundo teniente el 14 de julio de 1903, teniendo su padre, José Villalba Riquelme, como profesor en la Academia, de la que llegaría a ser Coronel Director. Tras pasar durante tres años por diversos regimientos, batallón de Cazadores de Barbastro N.º 4, Batallón de Figueras N.º 6, de las Navas N,º 10, es enviado a la Escuela Superior de Guerra como alumno, de la que sale en 1907 con destino a los escenarios africanos, al regimiento de guarnición de Infantería Serrallo N.º 69 en Ceuta.
En 1909 asciende a Primer Teniente. Dos años después, en 1911, es destinado a la milicia voluntaria de Ceuta y más tarde al teatro de operaciones con base en Melilla, incorporándose a la columna volante del general de brigada Fernando Molto, con la que entró en combate en numerosas ocasiones.
Ya con el grado de capitán es destinado a las fuerzas de Policía Indígenas de Melilla al mando de la 5.ª Mía, con la que participó en diversos enfrentamientos con el enemigo. La guerra de Marruecos estaba en pleno apogeo y el capitán Antonio Villalba se ve inmersa en ella, al igual que sus hermanos, combate en ella hasta la victoria final de las fuerzas españolas y la pacificación total del territorio marroquí asignado como Protectorado a España.

## Guerra del RIF
Destinado en Tropas de la Policía Indígena y en su subinspección hasta 1923, combate por toda la zona del Protectorado ganándose la estima de sus superiores, recibiendo numerosas condecoraciones, felicitaciones y distinciones oficiales. En el año 1915 es condecorado con la Cruz de 1.ª Clase del Mérito Militar con distintivo rojo por los méritos contraídos en los hechos de armas realizados en el territorio de Melilla los días 14, 15 de mayo y 8 de junio del año anterior.
En estos años coincide con su hermano José Villalba Rubio, que posteriormente combatiría en la guerra civil en el bando republicano. Fernando Villalba Rubio que llegaría a general de Aviación, Álvaro Villalba Rubio, asesinado por los milicianos en Ronda en 1936 y Carlos José Villalba, que moriría de forma gloriosa en acción de combate el año 1914.

## La campaña del Kert
Participó en numerosas acciones de guerra, entre ellas el combate y ocupación de la margen izquierda del río Kert en la columna que estaba al mando de su padre el general José Villalba Riquelme, combate por el que fue citado de forma oficial como muy distinguido por su bravura y acertadas disposiciones durante el avance y protección de los escuadrones.
Intervino activamente en labores de pacificación de la zona. El 15 de septiembre de 1916 salió de la plaza de Melilla para entrevistarse con significados Cherijs de Wad Ali (Beni Jalu) con el objeto de recomendarles neutralidad en los trabajos que se efectuaban de Abd el Malik. La conveniencia de intensificar la acción política en la zona era muy necesaria y el capitán Antonio Villalba desempeñó la labor con brillantez.

## Labor política
En 1921 fue destinado al regimiento Ceriñola N.º 42 al mando del teniente coronel José Riquelme y López-Bago, su tío, yendo al combate en varias ocasiones, este regimiento desarrollaba aparte de su cometido militar acciones políticas para el rescate de las fuerzas que quedaban descolgadas en campo enemigo, suceso bastante frecuente en aquella guerra de guerrillas y golpes de mano, en este conflicto los oficiales a veces hacían de emisarios y a veces de diplomáticos, en la zona se desarrollaba una intensa labor de propaganda entre los marroquíes por parte de las naciones que dirimían sus diferencias en Europa, en la Gran Guerra y esta labor incidía de forma directa y negativa en la pacificación del territorio, en una ocasión acompañó al teniente coronel Riquelme para tratar de contrarrestar la propaganda extranjera en la zona, consiguiéndolo de forma eficaz, siendo felicitado de forma oficial por ello.

## Desastre de Annual
En los meses de julio y agosto de 1921 las tropas españolas sufren sucesivas derrotas en el Rif y son obligadas a evacuar posiciones con graves pérdidas produciéndose el llamado Desastre de Annual. El avance de los moros en Monte Arruit hace temer que puedan apoderarse de Melilla, lo que produce la huida de muchos de sus pobladores. Ante esta situación comienza una ofensiva española al mando del mando del general Berenguer que intenta socorrer al general Silvestre, que se encontraba en serios aprietos, socorro que no llegó a tiempo, en el estado mayor de dicha columna de apoyo van destinados José Riquelme y López-Bago y Antonio Villalba . Tras el Desastre de Annual Antonio Villalba Rubio participó en toda la campaña de ocupación del territorio perdido, llamada Campaña del desquite, campaña dura donde los violentos combates sucedían a los violentos combates, El 3 de octubre le fue concedida La Cruz de la Orden del Mérito Naval con distintivo rojo por los servicios y méritos contraídos durante la campaña y el 4 de octubre la Cruz de 1.ª Clase del Mérito Militar con distintivo rojo en atención a los servicios prestados y méritos que contrajo en las operaciones realizadas al mando de la Harka de Melilla en el periodo comprendido entre el 26 de julio de 1921 a fin de enero de 1922. El 26 de octubre de 1922 como conocedor del terreno fue enviado al aeropuerto de Nador, para, a bordo de un aeroplano, efectuar vuelos de reconocimiento y apoyo a las operaciones de Halauk de Beni luch .
Tras la reorganización del ejército de África fue destinado al 2.º tabor de la Mehala. (tropas marroquíes encuadradas en el Ejército Español). Un año después deja la guerra del Rif, es destinado al regimiento de Infantería América N.º 14 de guarnición en Pamplona ciudad natal de su mujer Elisa Sánchez de Ocaña y Elio y en esa ciudad pasara los siguientes años.

## Dictadura de Primo de Rivera
La dictadura del general Primo de Rivera lo designa censor oficial para Pamplona y más tarde ayudante de campo del general de la 13 división Luis Bermúdez de Castro y del general Daniel Manso Miguel. En 1928 a propuesta del capitán general de la zona fue destinado como Jefe del Regimiento Constitución.

## República
La llegada de La República lo sorprende en Pamplona donde presta promesa de adhesión a la República en cumplimiento del Decreto del 22 de abril y el 29 de septiembre de 1931 es destinado a desempeñar el cargo de ayudante del Alto Comisario en Marruecos Luciano López Ferrer y regresa a su querido Marruecos. En este puesto de ayudante del Alto Comisario estará casi dos años, años en los que viaja y conoce a todas las autoridades del Protectorado, hasta su cese en febrero de 1933. Será entonces destinado a la Inspección de Intervenciones y Fuerzas Jalifianas.

## Guerra Civil
El 18 de julio le llega en situación de disponible en Tetuán y el 2 de agosto es nombrado Juez del Sector y plaza de Tetuán y más tarde para la jefatura de compras del Hospital Militar, en la guerra Civil desempeñó el mando del numerosos regimientos operando en los frentes de Cáceres y Badajoz donde ejerció el cargo de Comandante Militar del sector de Miajadas, en el frente de Guadalajara evitó un desastre seguro cuando las tropas Italianas no aguantaron el empuje del enemigo y por su actuación recibió el mando de las fuerzas de la segunda brigada de la división 152 y fue citado como distinguido por su actuación ante los ataques del enemigo a las líneas entre Abanades y Saelices de la Sal.

## Batalla del Ebro
Posteriormente fue destinado al sector de Tremp (Lérida) quedando al mando de la Brigada que cubría el sector. Combatió como jefe de la 2.ª Brigada en el Frente del Ebro y efectuó cuatro intentos de ofensiva que se frustraron ya que el enemigo tenía emplazadas armas automáticas que pese al bombardeo artillero permanecieron intactas, el mando Nacional cambió la Brigada ya que había sufrido grandes pérdidas a otra posición del mismo frente en el que por fin consiguieron romper las líneas enemigas, tras la batalla y reorganizado el ejército Antonio Villalba fue enviado a hacer un curso de mando de División en la plaza de Medina del Campo, terminado el curso marchó de nuevo a Tetuán para hacerse cargo de la agrupación de Cazadores Ceriñola N.º , después fue enviado al frente de Levante y en ese destino y tras la ocupación de Valencia por las tropas franquistas termina la Guerra.

## Gobernador Militar de Tetuan
De vuelta a Tetuan desempeñó el cargo de Comandante Militar de Tetuan, por orden del 18 de marzo de 1942 se hace cargo de la División N.º 91 mientras conserva el cargo de Comandante Militar de la plaza de Tetuan.
Por orden General del Ejército se hace cargo de la reserva General del Ejército de Marruecos 
En 1947 pasa a la situación de retirado y tras abandonar Marruecos en 1956 fallece en su Toledo natal el año 1959.

## Condecoraciones
- La medalla de Alfonso XIII
- Cruz de 1.ª clase del Mérito Militar con distintivo blanco
- La Cruz de 2.ª clase de la orden Warza de Suecia
- La Medalla de África con el pasador Ceuta
- Seis Cruces de 1.ª Clase del Mérito Militar con distintivo Rojo
- Dos Cruces de 1.ª Clase de Maria Cristina
- La Medalla de Marruecos con el pasador Melilla
- La Cruz de la Orden del Mérito Naval con distintivo Rojo
- La cruz de la Orden de San Hermenegildo
- El distintivo creado por R:O:C. de 26 de noviembre de 1923 Policía Indígena con dos barras de oro
- La placa de la Orden de San Hermenegildo[33]
- La encomienda Ordinaria de la Orden de la Mehdauia
- La Medalla conmemorativa de campañas con el pasador de Marruecos creada por decreto del 17 Nov 1931